# Trevor Cherry
Trevor John Cherry (ur. 23 lutego 1948 w Huddersfield, zm. 29 kwietnia 2020) – były angielski piłkarz występujący podczas kariery na pozycji obrońcy. Po zakończeniu kariery piłkarskiej trener i komentator sportowy.

## Kariera klubowa
Trevor Cherry seniorską karierę rozpoczął w 1965 roku w Huddersfield Town, którego jest wychowankiem. Huddersfield występował wówczas w Second Division. Z Huddersfield awansował do First Division w 1970, by po dwóch latach spaść z niej. Dobra gra Cherry’ego zawowocował transferem do czołowego wówczas angielskiego klubu – Leeds United.
W drużynie Pawi występował przez kolejne dziesięć lat. Z Leeds zdobył mistrzostwo Anglii 1974, dotarł do finału Pucharu Europy w 1975 oraz finału Pucharu Zdobywców Pucharów w 1973. Ogółem w barwach Pawi wystąpił 399 razy i strzelił 24 bramki.
W 1982 przeszedł do trzecioligowego Bradford City, gdzie został grającym trenerem. W 1985 awansował z Bradford do Second Division. Po zwolnieniu z Bradford Cherry zrezygnował z pracy trenerskiej.

## Kariera reprezentacyjna
W reprezentacji Anglii Trevor Cherry zadebiutował 24 marca 1976 roku w towarzyskim meczu z Walią. W 1980 roku został powołany do kadry na mistrzostwa Europy. Na Euro 80 wystąpił w meczu Hiszpanią.
W latach 1976–1980 w drużynie narodowej Cherry rozegrał w sumie 27 spotkań.